# Еван (Міннесота)
Еван (англ. Evan) — місто (англ. city) в США, в окрузі Браун штату Міннесота. Населення — 70 осіб (2020).

## Географія
Еван розташований за координатами 44°21′17″ пн. ш. 94°50′10″ зх. д. / 44.35472° пн. ш. 94.83611° зх. д. (44.354765, -94.836099).  За даними Бюро перепису населення США в 2010 році місто мало площу 2,62 км², уся площа — суходіл.

## Демографія
Згідно з переписом 2010 року, у місті мешкало 86 осіб у 35 домогосподарствах у складі 20 родин. Густота населення становила 33 особи/км².  Було 43 помешкання (16/км²).
Расовий склад населення:
| - 90,7 % — білих - 8,1 % — осіб інших рас |

До двох чи більше рас належало 1,2 %. Частка іспаномовних становила 8,1 % від усіх жителів.
За віковим діапазоном населення розподілялося таким чином: 29,1 % — особи молодші 18 років, 61,6 % — особи у віці 18—64 років, 9,3 % — особи у віці 65 років та старші. Медіана віку мешканця становила 36,3 року. На 100 осіб жіночої статі у місті припадало 104,8 чоловіків;  на 100 жінок у віці від 18 років та старших — 125,9 чоловіків також старших 18 років.
За межею бідності перебувало 37,3 % осіб, у тому числі 60,0 % дітей у віці до 18 років та 40,0 % осіб у віці 65 років та старших.
Цивільне працевлаштоване населення становило 20 осіб. Основні галузі зайнятості: мистецтво, розваги та відпочинок — 35,0 %, науковці, спеціалісти, менеджери — 15,0 %, освіта, охорона здоров'я та соціальна допомога — 15,0 %.